# École supérieure d'ingénieurs de Luminy
L'École supérieure d'ingénieurs de Luminy (ESIL) est une école créée en 1993. Établissement public sous tutelle du ministère de l'Éducation nationale, composante de l'université de la Méditerranée Aix-Marseille II et membre de la Conférence des grandes écoles, elle proposait jusqu'en 2012, 8 spécialités d"ingénieurs dans des domaines de haute technologie.
En 2012, elle fusionne avec Polytech Marseille après la fusion des trois universités marseillaises qui donne naissance à Aix-Marseille Université, AMU. 
Aujourd'hui toutes les spécialités d'ingénieurs habilitées CTI de l'ESIL continuent à se développer sous le label Polytech Marseille, qui regroupe toutes les filières d"ingénieurs universitaires créées à Marseille depuis une trentaine d'années. 